# باول أ. د. دي مين
باول أ. د. دي مين (بالإنجليزية: Paul A. D. de Maine)‏ هو مهندس وعالم حاسوب وكيميائي أمريكي، ولد في 11 أكتوبر 1924 في جنوب أفريقيا، وتوفي في 13 مايو 1999 في الولايات المتحدة.